# Felipe Ducazcal
Felipe Ducazcal Lasheras (Madrid, 9 de julio de 1845-15 de octubre de 1891) fue un empresario, periodista y diputado a Cortes por Madrid (1888-1890). Propietario del teatro Felipe en los Jardines del Buen Retiro de Madrid.

## Biografía
Trabajó como cajista en la imprenta que tenía su padre, José María Ducazcal, en la plaza de Isabel II de Madrid, donde se imprimían muchos periódicos liberales y frente a la que se encontraba la botica de Quintín Chiarlone, en cuya trastienda se reunían y conspiraban políticos liberales de distintas tendencias, de cuyas ideas se fue impregnando como mozo de botica. Trabajó además dirigiendo la claque de numerosos estrenos en el Teatro Real de Madrid, lo que en el futuro lo animaría a ser empresario teatral. 
En 1868 imprimió clandestinamente las proclamas de la Junta Revolucionaria de Madrid. Fue amigo y decidido partidario de Juan Prim, al que defendía con la pluma, como regente de la imprenta del Hospicio, y como secretario del gobierno civil de Madrid y organizador de la partida de la porra, una organización represiva compuesta en Madrid por unas treinta personas de carácter progresista que se encargaba de dar palizas a periodistas carlistas y moderados, disolvía reuniones de esas tendencias y asaltaba las redacciones de los periódicos conservadores. El 10 de diciembre de 1870 resultó herido en un duelo con el periodista republicano José Paúl y Angulo, enemistado con Prim. Cuanto rodeó al duelo fue narrado por Benito Pérez Galdós en el capítulo XXV de España trágica, segundo de los títulos de la quinta serie de los Episodios nacionales. Ducazcal remitió al director de El Imparcial el 3 de diciembre de 1870 una nota en la que negaba dirigir o haber pertenecido a la partida de la porra, pues, afirmaba, jamás había necesitado reclutar gente para castigar ofensas propias, y así refería que días atrás, como en El Combate había sido mencionada su esposa y él ya tenía advertido a Paúl y Angulo que no le iba a consentir un insulto más, lo buscó por la calle solo y desarmado y encontrándolo en compañía de otro y armado le dio una lección de urbanidad que estaba dispuesto a repetir. La nota fue reproducida en El Combate del día 4, con la respuesta de Paúl y Angulo que negaba haberse encontrado nunca con Ducazcal, a quien decía no conocer, y se reía de «la ridícula estupidez de los porristas y amigos íntimos de Prim y Prats», entre los que volvía a colocar a Ducazcal. Tras desmentidos y réplicas el 8 de diciembre El Combate iba encabezado por una dura nota, transcrita también por Galdós:

Al jefe de la partida de asesinos protegidos por el gobierno que a España deshonra, a Felipe Ducazcal, el director de El Combate tiene dicho:
–Que le reconoce como vil y cobarde agente del ignominioso gobierno de Prim y Prats.
–Que mintió como un villano al asegurar que le había maltratado, quitándole un rewólver, cuando no le ha buscado ni encontrado jamás.
–Y, por último, que, sin embargo de su despreciable condición, dispuesto estaba a batirse con él cuando quiera y como quiera.

El duelo a muerte se concertó para la mañana del 10 en las tapias del cementerio de San Isidro, pero cuando llegaban los duelistas y sus padrinos, Ducazcal en coche de la Real Casa como funcionario de ella, se encontraron con un numeroso entierro y la Guardia Civil, por lo que acordaron trasladarse al Arroyo Abroñigal donde, empleando las mismas pistolas que habían servido recientemente en el duelo que costó la vida al infante Enrique de Borbón, tocó a Ducazcal disparar en primer lugar. Hicieron varios disparos y, tras fallarle el arma en uno de ellos, Ducazcal arrojó su arma, volviendo la cabeza, momento en que le entró la bala disparada por Paúl por una oreja.
Tras el asesinato de Prim se convirtió en uno de los más firmes defensores de Amadeo I, a cuyo servicio puso la partida de la porra, como luego lo haría a favor de la Restauración en la persona de Alfonso XII. 
Presidió la tertulia denominada "La Farmacia" en el café de Fornos que duraba hasta el alba y a la que concurría el popular perro Paco. Fundó varios periódicos entre ellos el Heraldo de Madrid, dirigido por Abascal y que contaba entre sus redactores a Blasco, Burell, Comenges y Valero. 
Como empresario teatral resucitó las decaídas empresas de los teatros Español y Apolo y fundó un teatro de verano en el parque del Retiro más parecido a una barraca de feria que a otra cosa, pero de moda, donde actuaron con éxito formidable compañías de zarzuela y se estrenaron obras como La Gran Vía; este teatro desapareció el mismo año que su creador murió. Escribió Las Memorias de un empresario. Murió joven a los 46 años de edad, por una bala que tuvo alojada en un oído tras el duelo a muerte que lo enfrentó veinte años antes con Paúl y Angulo; nunca se recuperó totalmente y, mucho tiempo después, este estrago le resultó fatal. Fue amigo del dramaturgo y poeta José Jackson Veyan.

## Cultura popular
- Luis Coloma retrata a Ducazcal en su novela Pequeñeces (1890-1891) bajo el nombre de Claudio Molinos.
- El personaje de Ducazcal hace aparición en la producción de TVE, Prim, el asesinato de la calle del Turco (2014)  en el que es representado por el actor José Luis Alcobendas.
- El personaje de Ducazcal es nombrado en el vals de Neptuno, correspondiente a la zarzuela en un acto El año pasado por agua, de Chueca y Valverde estrenada en 1889. Le reconocemos en la cita:

<< Hay ballenatos de tal magnitud,  Que se asustaba de verlos Neptu...   Y hay pececi... Como el coral.  Que son más listos que Ducazcal.>>